# Gestekelde eenstreepdansvlieg
De gestekelde eenstreepdansvlieg (Empis aemula) is een vlieg uit de familie van de dansvliegen (Empididae). De wetenschappelijke naam van de soort werd in 1873 gepubliceerd door Hermann Loew.